# Plumbopalladinite
La plumbopalladinite è un minerale scoperto nel 1970 nella miniera di Majak nei dintorni di Talnach nella Siberia occidentale, Russia e regolarmente approvata dall'IMA. Il nome deriva dalla sua composizione chimica (piombo e palladio).

## Morfologia
La plumbopalladinite è stata scoperta sotto forma di aggregati di dimensioni comprese fra 0,05 e 0,15mm (alcuni fino a 0,7mm) composti da minuscoli granuli.

## Origine e giacitura
La plumbopalladinite è stata trovata in una miniera di rame e nichel nelle venature di cubanite nella talnakhite. Solitamente è associata con argento nativo, galena, polarite, sfalerite e stannopalladinite.